# Fudbalski klub Berane
Il Fudbalski klub Berane, meglio noto come FK Berane, è una società calcistica montenegrina con sede a Berane fondata nel 1920. Milita in Treća crnogorska fudbalska liga, la terza divisione del campionato di calcio montenegrino.
Ha giocato per tre stagioni in Prva crnogorska fudbalska liga.

## Storia
Il club venne fondato nel 1920 e fino alla seconda guerra mondiale giocò unicamente partite amichevoli contro altre squadre del Montenegro settentrionale. Nel 1948, col nome Ika Ivangrad (il vecchio nome della città), esordì nel campionato regionale montenegrino, terzo livello calcistico jugoslavo. In quel periodo raggiunse anche la 2. Savezna liga SFRJ, che era il campionato di seconda divisione.
Con l'indipendenza del Montenegro fu ammesso alla prima edizione della Prva crnogorska fudbalska liga che terminò all'ultimo posto venendo così retrocesso. In altre due occasioni venne promosso nella massima serie ma fu subito retrocesso terminando in entrambe le occasioni al penultimo posto e perdendo successivamente gli spareggi.

## Stadio
Il club gioca le gare interne nello Gradski Stadion, impianto con una capienza di 11.000 spettatori

## Palmarès

### Competizioni nazionali
- Crnogorska republička liga: 4

1951, 1982-1983, 1996-1997, 2005-2006
- Druga Crnogorska Liga: 1

2008-2009
- Treća crnogorska fudbalska liga: 1

2019-2020

### Altri piazzamenti
- Coppa del Montenegro:

Semifinalista: 2007-2008
- Druga Crnogorska Liga:

Promozione: 2010-2011, 2013-2014